# Ellipteroides (Ptilostenodes) ptilostenoides
Ellipteroides (Ptilostenodes) ptilostenoides is een tweevleugelige uit de familie steltmuggen (Limoniidae). De soort komt voor in het Oriëntaals gebied.